# كلارا والشمس
كلارا والشمس هي الرواية الثامنة للكاتب البريطاني الفائز بجائزة نوبل كازو إيشيغورو، نُشرت في 2 مارس 2021. وهي قصة خيال علمي بائس.

## نبذة
تدور أحداث الكتاب في الولايات المتحدة في مستقبل غير محدد، ويُقال من وجهة نظر كلارا، وهي (صديقة اصطناعية) تعمل عن طريق الطاقة الشمسية، والتي اُختيرت من قِبل جوزي (طفلة مريضة) لتكون برفقتها. تم إدراج الرواية في قوائم جائزة بوكر لعام 2021.

## الحبكة
تدور أحداث الرواية في مستقبل بائس يتم فيه إجراء هندسة وراثية لبعض الأطفال لتحسين القدرة الأكاديمية. ونظرًا لتوفر التعليم بشكل كامل في المنزل من قبل مدرسين على الشاشة، فإن فرص تكوين العلاقات الاجتماعية محدود للغاية، وغالبًا ما يشتري الآباء أجهزة اندورنيس لتكون كالاصدقاء لأبنائهم. ولكن فقط الآباء القادرين على تحمل نفقاتها. يروى الكتاب عبر صديق اصطناعي يحمل اسم كلارا. وتعد كلارا ذكية وشديدة الانتباه بشكل ملحوظ ولكن معرفتها بالعالم محدودة.
تتعرف كلارا على العالم الخارجي وتراقب الشمس من نافذة المتجر التي هي معروضة للبيع فيه، وتشير دائمًا للشمس بضمير: هو. وتعاملها على أنها كائن حي، ونظرًا لانها تعمل بالطاقة الشمسية، فإن تغذية الشمس لها أهمية كبيرة بالنسبة لها. لاحظت في إحدى المرات أن متسولًا وكلبه لم يكونا في مكانهما المعتاد، انهما يستلقيان مثل الأكياس المهملة ولا يتحركان طوال اليوم، وكان واضحًا للغاية بالنسبة كلارا انهما فارقا الحياة، ولكنها تتفاجأ في صباح الغد برؤيتهم على قيد الحياة وأن الشمس مع لطفها الكبير أنقذتهم بنوع خاص من الغذاء.
تخشى كلارا وتكره ما تسميه آلة “cootings” (وهي قطعة من معدات العمل على الطرق) (سمتها cootings نسبةً للاسم المطبوع على جانبها) والتي تقف لعدة أيام في الشارع في الخارج وينبعث منها التلوث الحاجب لأشعة الشمس تمامًا.
يتم شراء كلارا من قبل جوزي التي تبلغ من العمر 14 عامًا، والتي تعيش مع والدتها في منطقة نائية من البراري. وبعض فترة من الزمن على انضمامها لجوزي، علمت كلارا أن رحلة الحمل من الرف (شرائها من المتجر) تحتوي على بعض المخاطر، فقد توفيت شقيقة جوزي الكبرى سال سابقًا، وجوزي تشعر بالحزن
الجار الوحيد وصديق الطفولة لجوزي هو ريك، وهو فتى في نفس عمرها تقريبًا. ولكن على الرغم من قدرته الاكاديمية، لم يتم رفع ريك وواجه التمييز وتراجع امكاناته الوظيفية على الرغم من كل ذلك، شعر جوزي وريك أنهما سيظلان معًا إلى الأبد.
من غرفة نوم جوزي تستمتع كلارا بإطلالة رائعة على شروق وغروب الشمس في السماء، ويعتقد أنه يذهب إلى راحته الليلية داخل حظيرة مزارع تقف في الأفق. وبمساعدة ريك، تشق طريقها إلى هناك ذات ليلة عبر الأراضي العشبية. على الرغم من اندهاشها عندما وجدت أن مكان نفوذ اشعة الشمس ليس في الحظيرة، إلا أنها تتوسل معه ليصب غذاءه الخاص على جوزي وأن ينقذ حياتها، كما فعل المتسول. وتعرض في المقابل العثور على آلة Cootings المسببة للتلوث وتدميرها.
طلبت والدة جوزي بشكل غير متوقع من كلارا تقليد جوزي، والتي يمكنها فعل ذلك بشكل مثالي تقريبًا نظرًا لقدرتها الاستثنائية على الملاحظة. تأخذ الأم جوزي بانتظام للجلوس لالتقاط صورتها، على الرغم من أن الفنانة لم تكن معروفة لابنتها، إلا أن الفنانة لا تصنع لوحة بل هيئة AF عالية الدقة. تنوي أن تدمج كلارا ذكاءها فيه إذا ماتت جوزي، لتصبح ليس مجرد صورة طبق الأصل ولكن استمرار جوزي الحقيقي.
عندما ترافق كلارا بعد ذلك جوزي إلى المدينة، تجد آلة Cootings وتدمرها، وتضحي في هذه العملية ببعض من محلول PEG Nine الذي تحمله في رأسها وتقبل أن الخسارة قد تؤدي إلى تقليل قدراتها. لكن حالة جوزي تزداد سوءًا ولا تستجيب الشمس. تعود كلارا إلى الحظيرة لتقديم نداء آخر، لتذكير الشمس بحب جوزي وريك الأصيل والأبد. بعد عدة أيام، عندما بدت جوزي على وشك الموت، ترى كلارا فجأة جزءًا من الغيوم الداكنة، والشمس ترسل غذاءها الخاص يتدفق إلى غرفتها المريضة. تبدو جوزي أفضل حالًا، وخلال الأشهر التالية تتعافى من صحتها.
مع تقدم جوزي في السن شيئًا فشيئًا، تبدأ بالابتعاد عن ريك. وتشعر كلارا بالقلق من أنها قد ضللت الشمس وريك يواسيها، موضحًا أنه على الرغم من اختلاف مساراتهم في الحياة، إلا أن حبهما كان حبًا حقيقيًا وسيظلان دائمًا معًا، على مستوى ما. جوزي تغادر لتلتحق بالكلية وتودع كلارا.
تنتهي الرواية مع وصول كلارا إلى فناء خاص للتخلص من الاجهزة الاصطناعية. ولم تعد قادرة على الحركة، لكنها تقول إنها راضية عن مكانها في الفناء وترفض مخالطة الاجهزة الاصطناعية الأخرى. ولاحقًا تزورها مديرة متجرها القديم وتخبرها كلارا عن الذكريات السعيدة وعن لطف الشمس الكبير تجاه جوزي.

## الشخصيات
- كلارا: الراوية، روبوت صديقة اصطناعية، ذكية وحساسة، ترمز إلى البراءة والنقاء في مواجهة تعقيد الطبيعة البشرية.
- جوزي: فتاة مراهقة معدّلة جينيًا، ذكية لكنها ضعيفة جسديًا، تمثل ثمن السعي وراء الكمال.
- الأم: امرأة قوية وقلقة، مستعدة للمخاطرة بمستقبل ابنتها.
- ريك: صديق جوزي المقرب، غير معدّل جينيًا، يرمز للفطرة والبساطة.

- الأب: شخصية مهمشة نسبيًا، تمثل الطبقة التي فقدت مكانتها في ظل التطور التكنولوجي.

## الموضوعات الرمزية
في رواية "كلارا والشمس" لكازو إيشيغورو، تتجسد الموضوعات الرمزية في شبكة من الدلالات الفلسفية والإنسانية التي تمنح النص عمقًا تأويليًا واسعًا. فـالشمس، التي تشكل مصدر الطاقة لكلارا، تتحول إلى رمز كوني للحياة والنقاء، بل وإلى قوة عليا ذات أبعاد شبه دينية، تجسد الأمل والشفاء. أما ثنائية الذكاء الاصطناعي والإنسانية، فتطرح تساؤلًا جوهريًا حول إمكانية أن تمتلك الآلة مشاعر حقيقية أو قدرة على الحب، مما يعيد النظر في الحدود الفاصلة بين البشري والاصطناعي. ويبرز أيضًا التقسيم الطبقي الجديد في العالم الروائي، بين الأفراد المعدّلين جينيًا الذين يحتلون موقعًا اجتماعيًا متقدمًا، وأولئك غير المعدّلين الذين يواجهون التهميش، في انعكاس لنقاشات معاصرة حول التفاوت الاجتماعي والاقتصادي. وأخيرًا، يشكل الإيمان والتضحية محورًا أساسيًا، حيث تتبنى كلارا إيمانًا غير مشروط بقدرة الشمس على إنقاذ جوزي، رغم غياب الدليل، في تجسيد لجوهر التجربة الإيمانية الإنسانية التي تقوم على الثقة والرجاء.

## النشر
تم نشر كلارا والشمس في 2 مارس 2021 من قبل فابر وفابر (المملكة المتحدة)  وألفريد أ.كنوبف (الولايات المتحدة).
ظهرت الرواية في المركز السادس على قائمة أفضل الكتب مبيعًا في صحيفة نيويورك تايمز للأسبوع المنتهي في 6 مارس 2021.
نالت رواية كلارا والشمس على مراجعات إيجابية، مع تصنيف «إيجابي» تراكمي في موقع مجمّع التعليقات بووك ماركس
قارنت كيركيس ريفيوز في مراجعة مميزة الرواية برواية ايشيغورو Never Let Me Go ووصفتها بأنها «حكاية مؤرقة لعالم وحيد محتضر ومعقول تمامًا»
أشادت دار النشر الأسبوعية بالانعكاسات الداخلية الغنية لبطل رواية إيشيغورو، حيث كتبت: "ملاحظات كلارا الهادئة والذكية لأرض الطبيعة البشرية ذات الجاذبية العميقة" وتصرح دار النشر الاسبوعية: "هذا العمل المبهر المعتمد على النوعية هو عمل ممتع”.
لاحظت راديكا جونز في مراجعة لصحيفة نيويورك تايمز ان كلارا والشمس ترتبط بموضوع بقايا اليوم حيث يعطي إيشيغورو صوتًا للمستنسخ وليس الإنسان، ليس السيد، ولكن الخادم. ويكمل الكاتب في كلارا والشمس رؤيته الرائعة على الرغم من أنها لا تصل إلى المستويات الفنية لإنجازاته السابقة، فعندما تقول كلارا: لدي ذكرياتي التي اراجعها وأضعها بالترتيب الصحيح"، فإنها تضرب على وتر إيشيغورو الجوهري.
وصف شيرويل في مراجعة ايجابية ان رواية ايشيغورو تعد رواية أنيقة ومتزنة، والراوي (كلارا) بأنه صوت سردي لا يُنسى من منظور الشخص الأول، آلي وطفولي في نفس الوقت، ودقيق ولكنه ساذج. وتعتبر الصورة الرئيسية في الرواية هي "عبادة الشمس الوثنية، والتي تصل إلى مستوى التقديس تقريبًا، بواسطة إناء ميكانيكي بحت. ولكن مع ذلك، تم انتقاد تضمين الكتاب للتعديل الجيني واعتباره “غامضًا للغاية".
أشادت الايكونومست بالكتاب وذكرت أنه يؤثر على “لا تدعني ارحل” و”بقايا اليوم” حيث شغرت كلارا مكان ستيفنز، كبير الخدم الذي يروي روايته بضمير المتكلم مقدمًا تصورًا عميقًا للأخلاق بين الطبقة الإنجليزية العليا في فترة ما بين الحربين العالميتين.
وجدت ان انرايت (كاتبة في صحيفة الجارديان)، أوجه تشابه مع عمل مختلف للكاتب: "إن موضوعات النسخ المتماثل والأصالة مماثلة لتلك الموجودة في Never Let للكاتب كازو ايريغو التي تم نشرها في عام 2005. كلتا الروايتين تدوران في مستقبل تأملي مشابه للحاضر تمامًا. يحتوي كلاهما أيضًا على تحول أخلاقي سري: التقدم التكنولوجي الذي غيّر شعور الناس بما يجب أن يكون عليه الإنسان، وتتلقى كلارا ضربة عاطفية مثل ما هو الحال في never let me go، من حقيقة أن الرئيسية لا تعلم ما يحدث حولها. " وأضاف إنرايت: "تتطلب الرواية من القارئ أن يسأل ويهدأ، مرارًا وتكرارًا، بينما تترسخ الفكرة الفلسفية بهدوء. كلارا والشمس هو كتاب عن كيفية كونك إنسانًا. وحقيقة كون امكانية الكاتب في جعل مثل هذه المخاوف الضخمة تبدو ضرورية وبسيطة في الوقت نفسه للغاية هي أحد أسباب نيله لجائزة نوبل. سيحب الناس هذا الكتاب جدًا، والسبب في ذلك يعود إلى أنه يستعرض الطريقة التي نتعلم بها كيفية ان نحب. كلارا والشمس رواية حكيمة مثل الطفل الذي يقرر، ولو لفترة وجيزة، أن يحب دميته. "ماذا يمكن أن يعرف الأطفال عن الحب الحقيقي؟" تسأل كلارا هذا السؤال، والجواب بالطبع: هو كل شيء.
تم إدراج الرواية في قائمتي بووكر برايز لعام 2021 واندرو كارنيجي للتميز في الخيال العلمي لعام 2022. وأُختيرت من ضمن أفضل 10 كتب لعام 2021 عن طريق صحيفة واشنطون بوست

## النقد
تندرج رواية "كلارا والشمس" ضمن السياق الإبداعي المميز لكازو إيشيغورو، الذي يميل إلى استكشاف الحدود المائعة بين الذاكرة والهوية، وبين ما هو إنساني وما يتجاوزه. نقديًا، يمكن النظر إلى النص باعتباره امتدادًا لخط فكري وأدبي بدأه الكاتب في أعمال مثل "لا تدعني أذهب أبدًا" (Never Let Me Go)، حيث يوظف عناصر الخيال العلمي لا بهدف بناء عوالم مستقبلية صاخبة، بل كأدوات لتعرية أسئلة أخلاقية ووجودية عميقة.
في "كلارا والشمس"، يواصل إيشيغورو استكشاف فكرة "الإنسانية في الكائن غير البشري"، لكن مع فارق أساسي: بينما في Never Let Me Go يتعامل مع مستنسخين يحملون كامل الصفات البيولوجية البشرية، فإن كلارا كيان آلي بالكامل، ما يجعل طرح السؤال عن الحب، التعاطف، والروح أكثر تجريدًا. هنا، يتعمد الكاتب جعل اللغة السردية بسيطة، ملونة بمحدودية إدراك الراوية (كلارا)، لخلق مفارقة بين نقاء منظورها وبين التعقيد الأخلاقي للعالم المحيط بها.
على المستوى البنيوي، تتسم الرواية بإيقاع بطيء ومشهدية شبه مسرحية، وهو أسلوب يتكرر في أعمال إيشيغورو ليمنح القارئ مساحة للتأمل. أما موضوع التقسيم الطبقي، فهو يحاكي أسئلة حول العدالة الاجتماعية وتبعات التقدم العلمي، ما يربط الرواية بموضوعات "اليوتوبيا المكسورة" التي تظهر في رواياته السابقة، حيث الوعود التكنولوجية أو الاجتماعية تنقلب إلى أدوات تهميش ومعاناة.
من الناحية النقدية، قد يُؤخذ على الرواية أن إيشيغورو يميل إلى الغموض المفرط في شرح السياق العام للعالم المستقبلي، مما يترك بعض القراء في منطقة من الالتباس، لكنه في المقابل يعزز الطابع الرمزي للنص ويشجع على القراءة التأويلية المتعددة.

## الاقتباسات
قرأت ليديا ويلسون الرواية على اذاعة بي بي سي 4 واختصرها ريتشارد هاميلتون. وتم بثها عبر عشرة أجزاء بين 7 مارس و 19 مارس من عام 2021.

### الشاشة
في يوليو من عام 2020، حصلت 3000 صورة من سوني على حقوق الشاشة لكلارا والشمس وتم تعيين Dahvi Waller ليتبنى الرواية.